# Ngaio Marsh

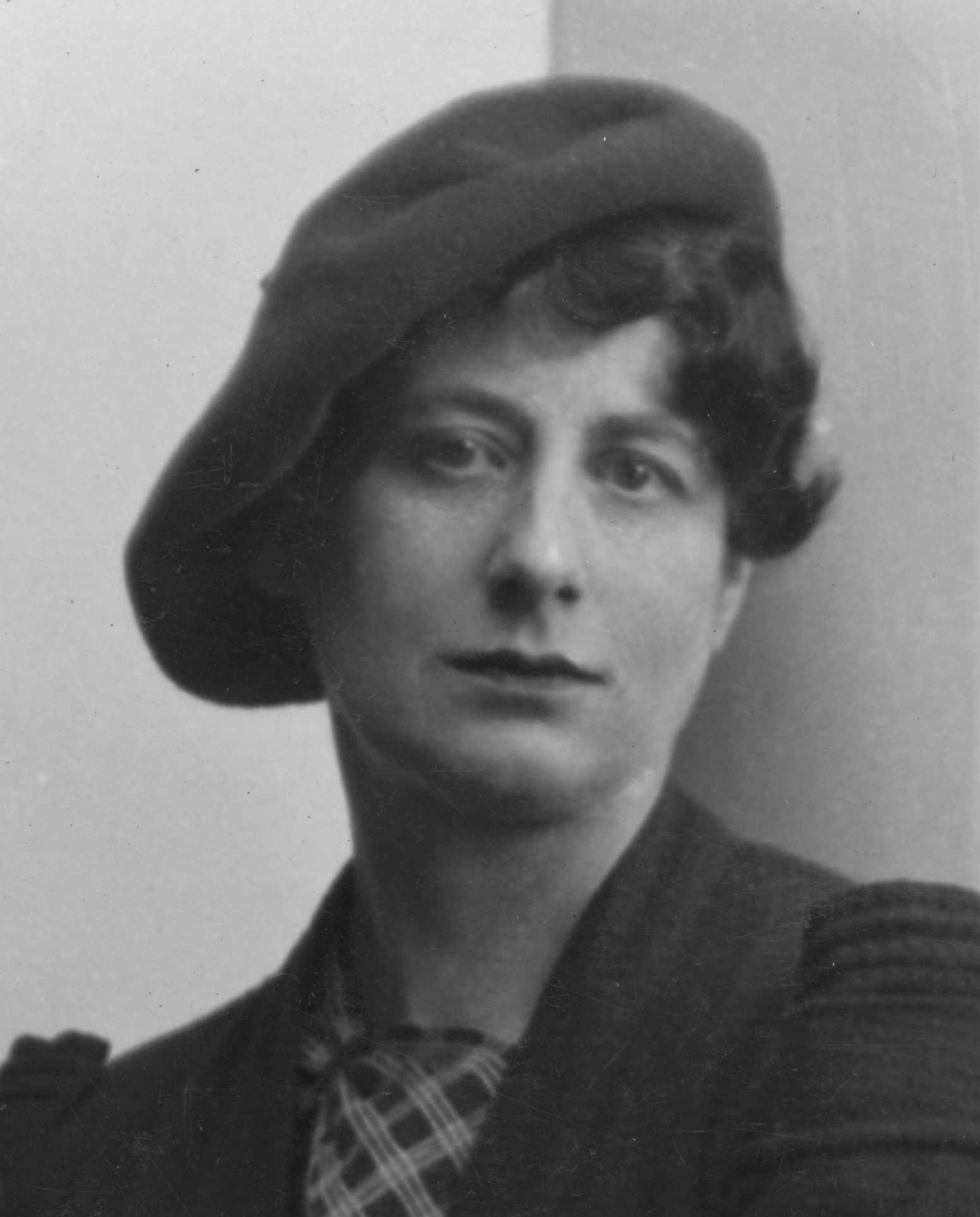
Ngaio March rond 1935

Edith Ngaio Marsh (Christchurch, 23 april 1895 – aldaar, 18 februari 1982) was een Nieuw-Zeelandse detectiveschrijfster en toneelregisseuse.
Haar ouders hielden van literatuur en toneel. Ngaio Marsh studeerde eerst schilderkunst maar sloot zich later als actrice aan bij een reizend toneelgezelschap in Nieuw-Zeeland. Vanaf 1928 verdeelde ze haar leven tussen het Verenigd Koninkrijk en Nieuw-Zeeland, en ging leven van haar boeken. Ze is nooit getrouwd geweest.
Ngaio Marsh schreef 32 detectiveromans en een bundel korte verhalen, die verschenen tussen 1934 en 1982. Samen met Agatha Christie, Margery Allingham en Dorothy L. Sayers behoorde ze tot de Britse "Queens of Crime", de schrijfsters van misdaadverhalen die in de jaren 1930 en '40 het genre domineerden. Hoofdpersonage in al haar detectiveverhalen is hoofdinspecteur Roderick Alleyn van Scotland Yard. De verhalen spelen zich vaak af in het milieu van kunst en toneel, waarmee Marsh goed vertrouwd was. 
In haar geboorteland Nieuw-Zeeland zette Ngaio Marsh zich ook verder in voor het toneel, en produceerde o.a. verschillende Shakespeare-voorstellingen met de Canterbury University College Drama Society.
In 1966 werd zij geridderd en geadeld als Dame Commander (DBE) in de Orde van het Britse Rijk.
In 2018 verscheen postuum Money in the Morgue, een verhaal dat Marsh in Nieuw-Zeeland was begonnen tijdens de Tweede Wereldoorlog, maar niet had afgewerkt. Daarin gaat inspecteur Alleyn op zoek naar spionnen in Nieuw-Zeeland. Het boek werd voltooid door de in Nieuw-Zeeland geboren Britse schrijfster Stella Duffy.

### Detectives
- A Man Lay Dead (1934)  NL: Het noodlottige spel / Moordspel
- Enter a Murderer (1935) NL: Een moordenaar wordt toegejuicht / De dood speelt geen toneel
- The Nursing Home Murder (1935) NL: Dood op binnenlandse zaken
- Death in Ecstasy (1936) NL: Dood in extase
- Vintage Murder (1937) NL: Moord aan het feestdiner
- Artists in Crime (1938) NL: Moord in de studio
- Death in a White Tie (1938) NL: Dood in rok / Dood in jacquet
- Overture to Death (1939)  NL: Ouverture des doods / Dodelijk akkoord
- Death at the Bar (1940) NL: Moord in de gelagkamer
- Surfeit of Lampreys (1941) NL: Moord in de lift / Inspecteur Alleyn en de moord in de lift
- Death and the Dancing Footman (1942) NL: De dansende huisknecht
- Colour Scheme (1943)
- Died in the Wool (1945) NL: Het lijk in de wolbaal
- Final Curtain (1947) NL: de laatste scène
- Swing Brother Swing (1949) NL: De inspecteur was getuige
- Opening Night (1951) NL: De actrice
- Spinsters in Jeopardy (1954)
- Scales of Justice (1955)
- Off With His Head (1957) NL: De dood van de oude dwaas
- Singing in the Shrouds (1959)  NL: Moord aan boord
- False Scent (1960) NL: Giftig parfum
- Hand in Glove (1962) NL: Moord met de handschoen
- Dead Water (1964) NL: Moord aan de bron
- Death at the Dolphin (1967) NL: Geen geluk bij een ongeluk / Inspecteur Alleyn: Handschoen in de hoofdrol
- Clutch of Constables (1968)
- When in Rome (1970) NL: Eerst Rome zien...
- Tied Up in Tinsel (1972)
- Black As He's Painted (1974) NL: Diplomaat aan het spit / Inspecteur Alleyn en de doorboorde diplomaat
- Last Ditch (1977)  NL: Tegen de draad
- Grave Mistake (1978) NL: Een kuil voor een ander
- Photo Finish (1980) NL: Dood door foto
- Light Thickens (1982) NL: Inspecteur Alleyn en het Macbeth Mysterie
- Money in the Morgue (2018, door Ngaio Marsh & Stella Duffy)

### Non-fictie
- Black Beech & Honeydew (1966), een autobiografie
- New Zealand (1968)
- Singing Land (1974)

## Televisieserie
Van 1990 tot 1994 werden op de Britse televisie negen afleveringen uitgezonden van "Ngaio Marsh's Alleyn Mysteries", een serie gebaseerd op de boeken van Ngaio Marsh. De eerste aflevering was een "kerstspecial", uitgezonden in december 1990, waarin de rol van inspecteur Alleyn gespeeld werd door Simon Williams. De andere afleveringen werden in 1993 en 1994 uitgezonden, en daarin speelde Patrick Malahide de titelrol. De serie is ook op de Nederlandse televisie uitgezonden.
Lijst van uitgezonden afleveringen:
- 1990: "Artists in crime"
- 1993: "A man lay dead"
- 1993: "The nursing home murder"
- 1993: "Final curtain"
- 1993: "Death at the bar"
- 1993: "Death in a white tie"
- 1994: "Hand in glove"
- 1994: "Dead water"
- 1994: "Scales of justice"